# Beppo Küster
Beppo Küster (* 23. August 1950 in Flensburg) ist ein deutscher Schlagersänger, Schauspieler und Moderator.

## Leben
Beppo Küster wuchs in Cottbus auf. Hier bekam er ab 1961 von seinem Vater Geigenunterricht. Im Jahr 1968 begann er ein Studium an der Pädagogischen Hochschule Köthen für die Fächer Mathematik und Chemie. Von 1972 bis 1975 arbeitete er als Lehrer an einer Polytechnischen Oberschule in Cottbus. Nach dem Armeedienst in der NVA kündigte er, weil der Schulrat einen einvernehmlichen Aufhebungsvertrag ablehnte. Er wollte hauptberuflicher Künstler werde.
Im Jahr 1977 bekam er die Zulassung als Unterhaltungskünstler und arbeitete fortan als Musikalhumorist. 1979 gab er sein Fernsehdebüt bei einem Auftritt in der Sendung Da liegt Musike drin. Sein erster Erfolg als Schlagersänger erfolgte 1983 mit dem humoristischen Lied Absolute Stille, der sofort ein Hit wurde. Seine erste eigene Fernsehsendung unter dem Titel Beppos Partyshow moderierte er im Jahr 1985. Die Höhepunkte seiner Fernsehlaufbahn waren die zwei Moderationen der großen Sonnabend-Show Ein Kessel Buntes im April 1986 und im Juni 1989. In der DDR erreichte Küster im Laufe der 1980er-Jahre einen sehr hohen Bekanntheitsgrad.
Seit der Wiedervereinigung arbeitet Küster als freier TV-Produzent. Er schrieb und moderierte verschiedene Radio- und Fernsehsendungen unter anderem für die Sender ORB, Puls-TV und FAB.
Im April 2019 erregte Küster Aufmerksamkeit, als er sich aus Protest gegen das Verbot der Sterbehilfe vor der Dresdner Frauenkirche symbolisch an einem Galgen erhängte.
Küster lebt in Grünheide bei Berlin.